# Steffen Hofmann
Steffen Hofmann (Würzburg, Alemania, 9 de septiembre de 1988) es un exfutbolista alemán. Jugaba de centrocampista y su último equipo fue el SK Rapid Viena de la Bundesliga de Austria.

## Selección
Ha sido internacional con las selecciones sub-18, sub-17 y sub-16 en 17 ocasiones anotando 2 goles.

## Clubes
| Club             | País     | Año       | PJ  | Goles |
| ---------------- | -------- | --------- | --- | ----- |
| Bayern de Múnich | Alemania | 2001-2002 | 1   | 0     |
| SK Rapid Viena   | Austria  | 2002-2005 | 128 | 32    |
| TSV 1860 Múnich  | Alemania | 2005-2006 | 17  | 2     |
| SK Rapid Viena   | Austria  | 2006-2018 | 412 | 96    |